# Stina Bergfors
Stina Elisabet Bergfors, född Honkamaa 4 maj 1972, är en svensk företagsledare och tidigare vd för Google Sverige.
Bergfors är uppväxt i Boden och är numera bosatt i Stockholm. Hennes far Göran Honkamaa var bland annat chef för Norrbottens regemente (I 19). Under uppväxten tävlade hon i längdskidåkning med en femteplats på ett junior-SM som bästa placeringen.
Bergfors utbildade sig till civilekonom i Luleå och hennes karriär inom medievärlden har kallats för en raketkarriär. Hon började år 2000 som annonssäljare för text-tv på TV 3. Hon fortsatte sedan som projektledare på mediebyråerna OMD och Carat. Vid 33 års ålder tog hon över som vd på Carat. 2008, åtta år efter att hon började på TV3, tog hon över som Sverigechef för Google. Under hennes ledarskap har antalet anställda på Google Sverige växt från runt 15 till drygt hundra. Efter fem år som chef för Google Sverige lämnade hon företaget i juli 2013 för att starta det egna mediebolaget United Screens som ska syssla med nät-tv med Youtube som plattform. Bergfors har uppgett att hon siktar på att bygga Nordens största mediebolag med internet som plattform.
2010 valdes hon in i bolagsstyrelsen för TV 4. 2008 kom hon på första plats på Veckans Affärers lista över 101 svenska supertalanger. 2013 listades hon som nummer 31 på Veckans Affärers lista över näringslivets mäktigaste 125 kvinnor och blev därmed den mäktigaste mediechefen på listan. Hon utnämndes till filosofie hedersdoktor vid Luleå tekniska universitet 2013.
Bergfors är gift med Christoffer Bergfors och tillsammans har de två barn.